# جامع النوري (حماة)
الجامع النوري أو (جامع نور الدين الشهيد محمود زنكي) يقع في القلب الأثري لمدينة حماة السورية, ما بين حي الكيلانية من الشرق والشمال وحي بستان السعادة من الغرب, ومطلاً على الضفّة الشرقيّة لنهر العاصي في محلة باب الناعورة.
من أهم معالم مدينة حماة الغنية بالمساجد التاريخية العريقة كالجامع الأعلى الكبير وجامع أبي الفداء.
بناه نور الدين زنكي عام 558 هـ/1162 م مكان دير تاريخي قديم اسمه دير قزما .

## تاريخ الجامع
بناه السلطان نور الدين محمود الزنكي عام 558هـ 1162م فعمره يزيد عن 9 قرون وهو أهم آبدة معمارية من العهد الزنكي كان له باب شاهق من الجهة الغربية لكنه هدم وآخر من الجهة الشمالية ما زال قائما وتحته كتابة تؤرخ بناءه بخط جميل وحروف ضخمة محفورة حفرا بتاريخ 558هـ.
وقد بنى نور الدين بجوار جامعه بيمارستانا (مشفى) عام 559هـ 1164م يتكون من ساحة سماوية تتوسطها بركة مثمنة الشكل تحيط بها عدة غرف للمرضى .

## وصف الجامع
يوجد على الجدار الشمالي كتابات قديمة حيث تشير الكتابة الأولى المكتوبة بالأغريقية إلى شجاعة أهالي مدينة حماة ضد الحكام الرومان، وتدل الكتابة الثانية المكتوبة بالعربية إلى أن الجامع كان مركزاً للقاءات العلمية.
وفي الزاوية الشمالية الغربية ترتفع مئذنة الجامع المربعة التي تتناوب فيها مداميك الحجارة السوداء مع البيضاء. وقد بنى الملك المظفر قصره المعروف بقصر دار السعادة (في بستان السعادة حالياً) قرب هذا الجامع.
ويتألف الحرم من قسمين: شرقي سقفه ذو خمسة قباب وجنوبي مستطيل معقود يضم منبراً من الخشب الثمين، تزينه زخارف نباتية وهندسية وكتابية، وتتوسط الفناء بركة كبيرة مربعة الشكل تستمد ماءها من ناعورة الجعبرية.

## نسبة الزيارة
لا توجد إحصائية دقيقة ويُعتَقَد أن النسبة جيدة لوقوع المسجد ضمن حي الباشورة القديم, وبالقرب من قلعة حماة والمدينة القديمة (متاخم لحي الطوافرة) ومتحف التقاليد الشعبية (قصر العظم) وفندق أفاميا وفندق سارة ومراسم الفنانين ومطعم السلطان الأثري والحديقة العامة ومديرية السياحة والنواعير الثلاث, والأسواق التي يؤمها الزوار والسياح, ومذكور ضمن نشرات وزارة السياحية.

صورة قديمة لجامع النوري

## أحداث شباط عام 1982م
الجامع لم يتأثر مثل بقيّة الجوامع في مدينة حماة لدرجة الخراب الشديد نتيجة مجزرة حماة عام 1982م.

## صور للجامع

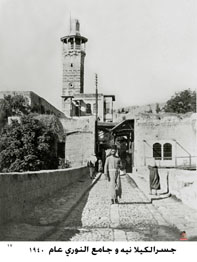
الجامع النوري وجسر الكيلانية عام 1940م
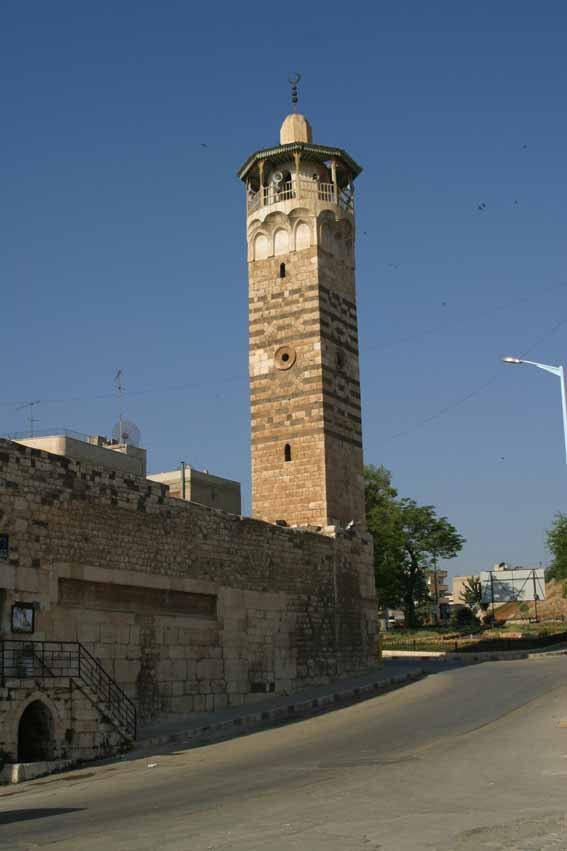
الجامع النوري في حماة
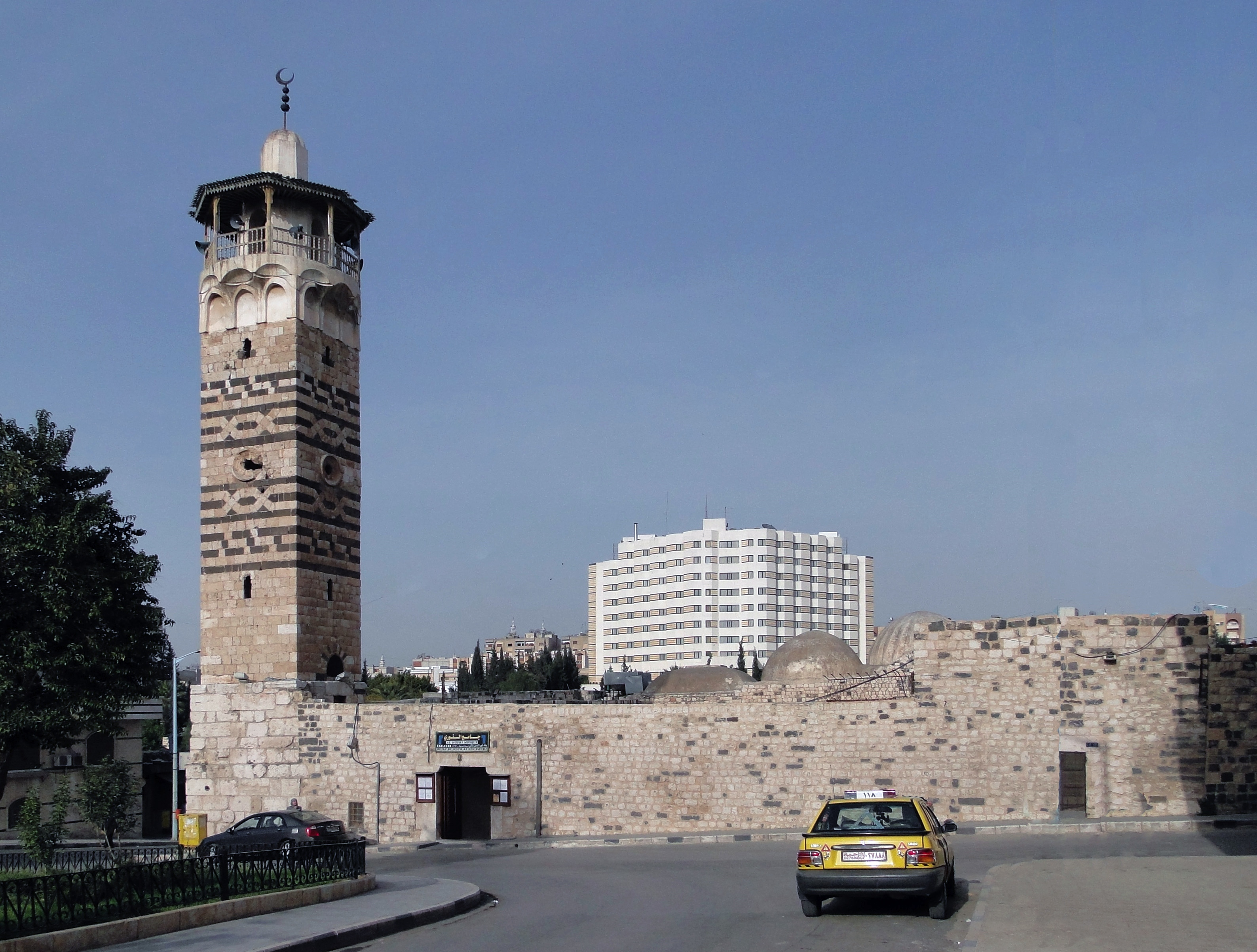
الجامع النوري في حماة
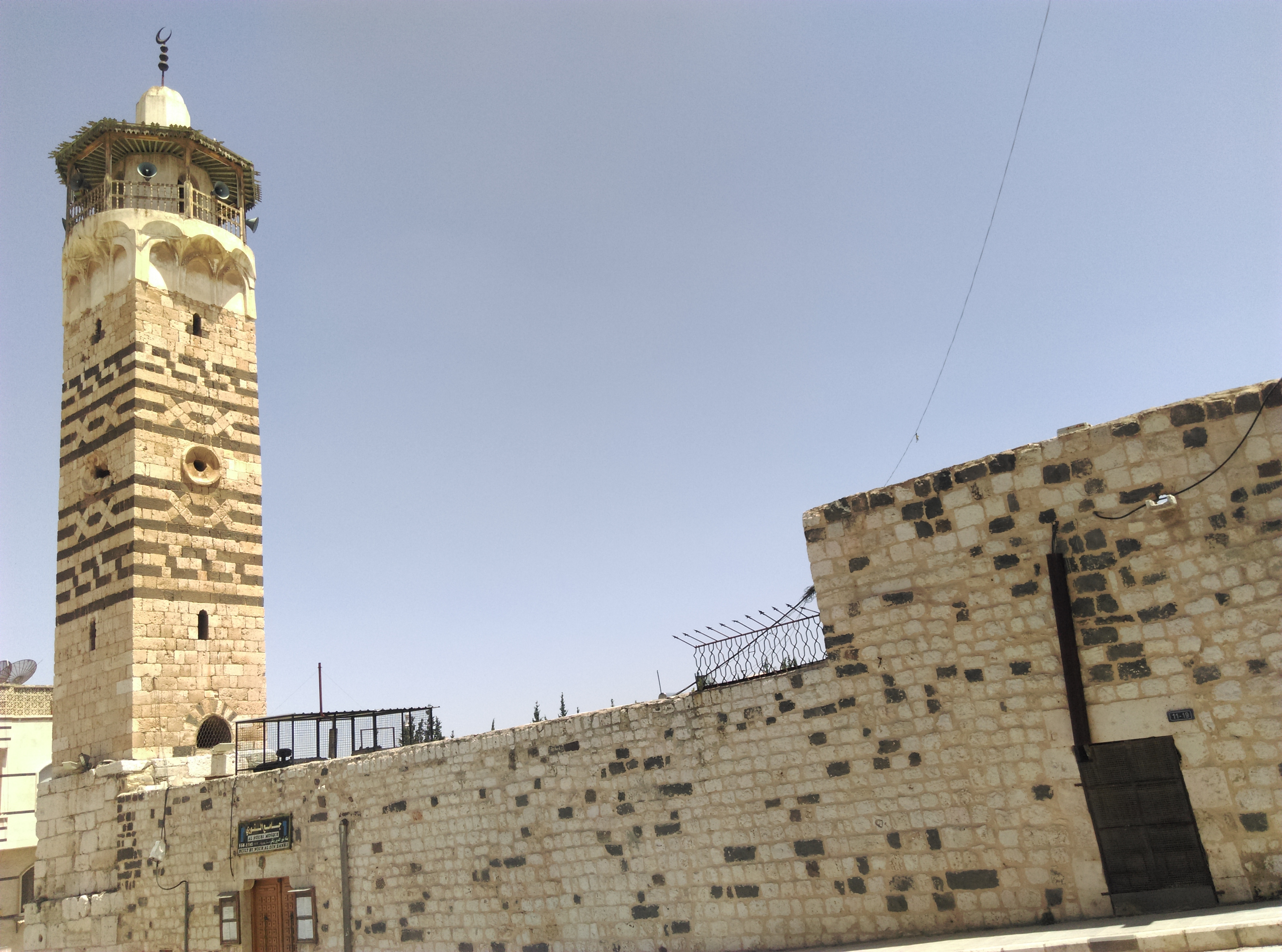
مئذنة جامع النوري
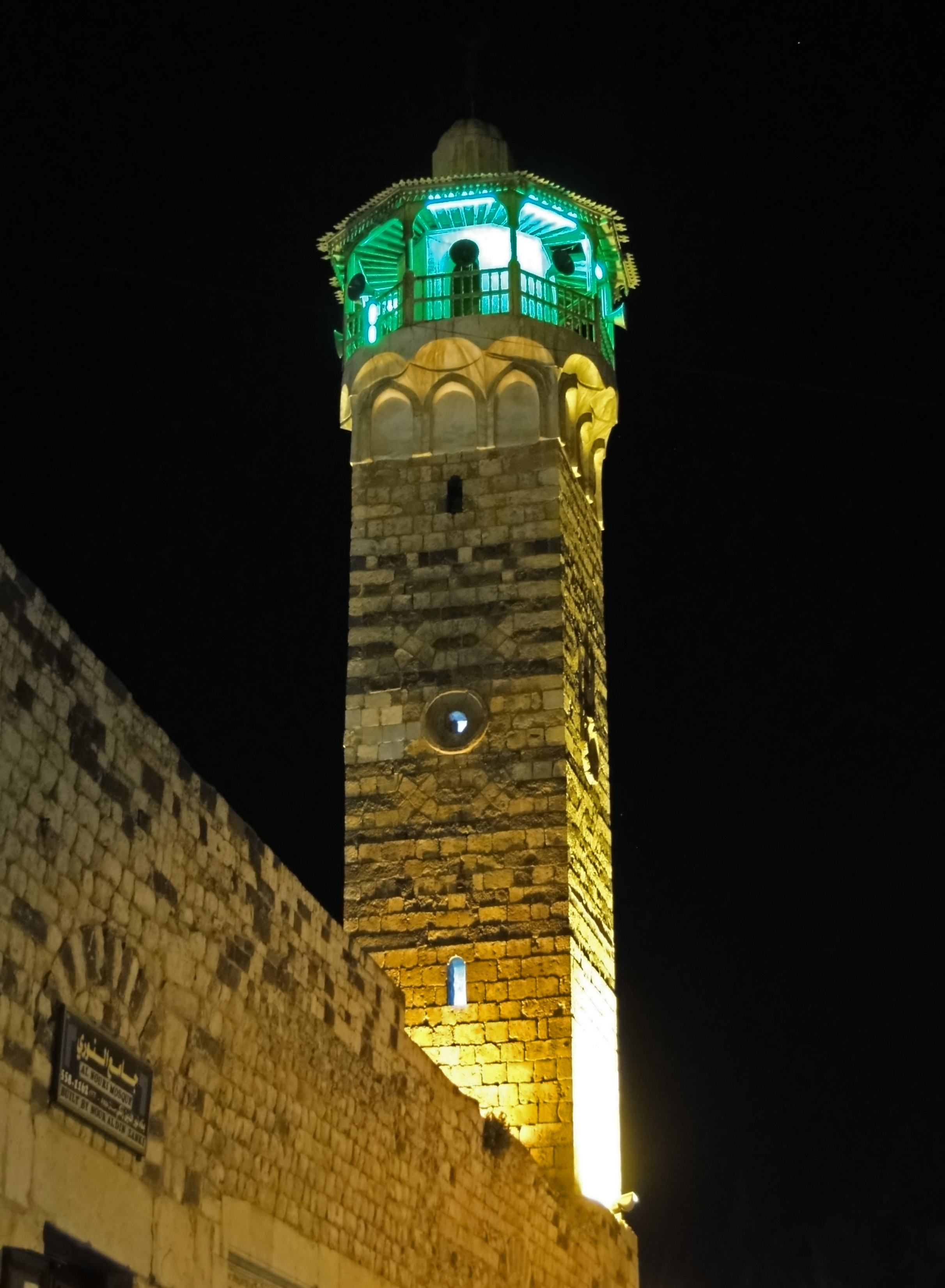
مئذنة الجامع النوري في حماة ليلاً

## روابط خارجية
- لمحة تاريخية عن أربعة جوامع أثرية في حماة
- الجامع النوري في حماة - ManarSH.TK (منار شققي)
- المعالـم الأثرية والتاريخية في مدينة حماة
- جامع النوري في مدينة حماة